# 石莲镇 (重庆市)
石莲乡，是中华人民共和国重庆市南川区下辖的一个乡镇级行政单位。

## 行政区划
石莲乡下辖以下地区：
新民村、拱桥村、桐梓村、松峰村和洪塘村。